# Tika
För andra betydelser, se Tika (olika betydelser).
Tika var ett svenskt läkemedelsföretag. 
Företaget grundades på 1920-talet som Rila av Adolf Rising, tidigare grundare av Astra. Verksamheten började i lokaler vid Enskede slakthus där man hade tillgång till råvaror för organterapeutiska preparat. Efter en fusion blev företagets namn Rila Terapeutika eller Tika. Tika utvecklade och introducerade Sulphan, ett av de första sulfapreparaten i Sverige. 
1939 köptes bolaget av Astra, som 1942 flyttade verksamheten till dotterbolaget Hässle i Hässleholm där det blev Hässle-Tika. På 1960-talet flyttade Tika till Umeå som självständigt dotterbolag för att tio år senare flytta till Lund som dotterbolag till Draco.
AB Tikamin grundades av Tika 1942.